# Sunalari
Sunalari is een bestuurslaag in het regentschap Majalengka van de provincie West-Java, Indonesië. Sunalari telt 1474 inwoners (volkstelling 2010).